# Elbach
Elbach település Franciaországban, Haut-Rhin megyében. Lakosainak száma 270 fő (2022. január 1.). Elbach Bréchaumont, Chavannes-sur-l’Étang, Valdieu-Lutran, Retzwiller, Traubach-le-Bas és Wolfersdorf községekkel határos.

## Népesség
A település népességének változása:
| Lakosok száma | 256  | 255  | 257  | 259  | 259  | 255  | 256  | 263  | 270  |
|               | 2013 | 2015 | 2016 | 2017 | 2018 | 2019 | 2020 | 2021 | 2022 |